# Zimornica
Zimornica (bułg. Зиморница) – wieś w Bułgarii, w obwodzie Kyrdżali, w gminie Krumowgrad. W 2024 roku liczyła 35 mieszkańców.